# Avión cisterna

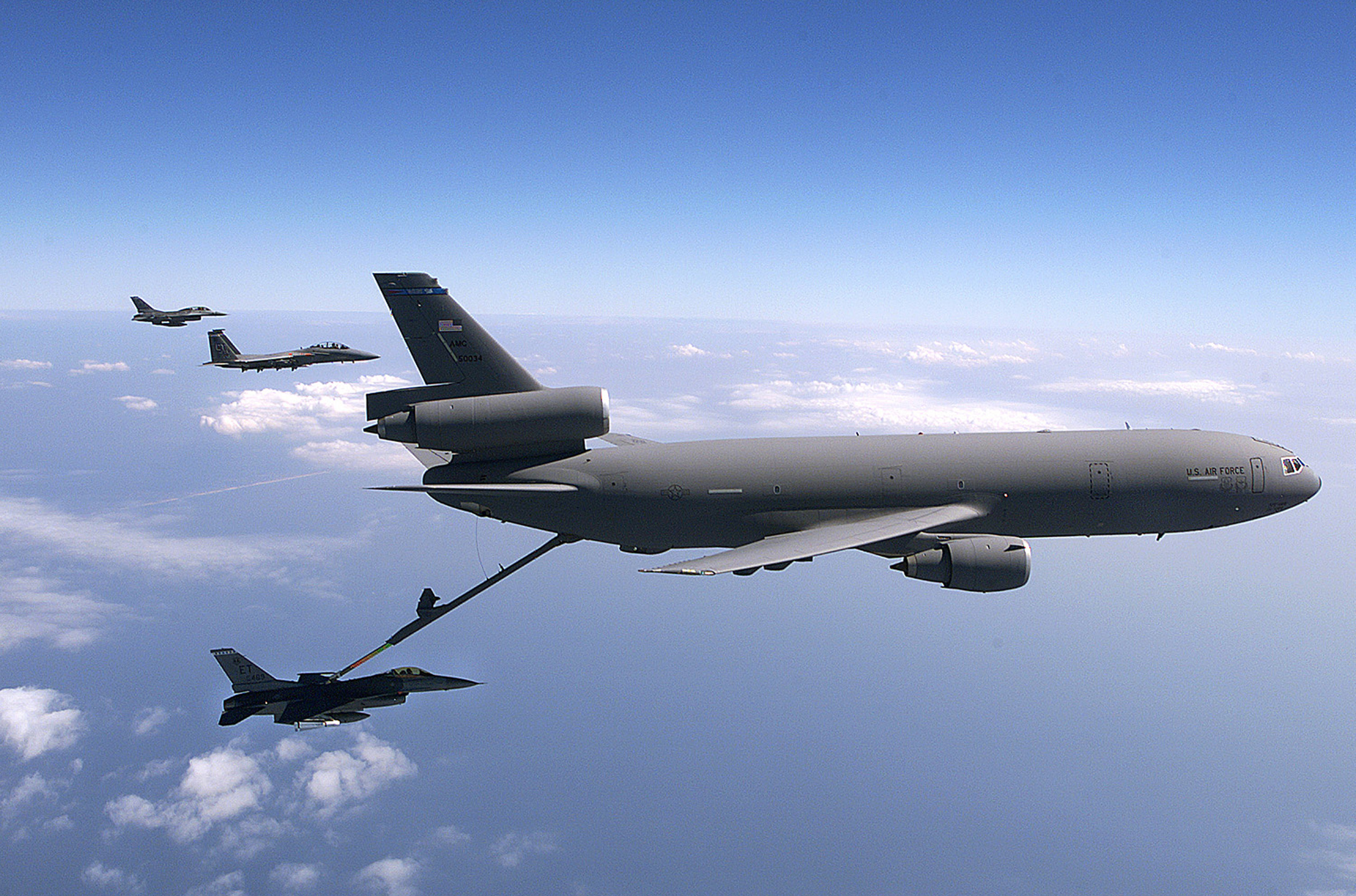
KC-10 Extender reabasteciendo a un F-16.

Un avión cisterna (también llamado avión nodriza) es un avión usado para reabastecer en vuelo a otras aeronaves.
Normalmente son utilizados por las fuerzas aéreas para reabastecer a aeronaves más pequeñas y de menor radio de acción.
Los aviones cisterna transfieren el carburante por una lanza periscópica o con mangeras flexibles. Con el sistema de lanza, el sistema se conecta físicamente al avión receptor y se bombea el carburante desde el avión cisterna. El sistema hose implica que el avión a recargar intercepte la manguera y maniobre hasta ponerla en su receptáculo: una vez conectada el piloto del avión receptor debe utilizar una bomba para aspirar el combustible. Los aviones cisterna suelen tener ambos sistemas.

## Diseño
Los aviones cisterna son aviones de transporte especialmente adaptados para la misión de reabastecimiento aéreo de combustible a otros aviones de combate; transportan tanques de combustible en su interior y también pueden enviar combustible desde sus propios tanques internos de combustible bajo la aeronave y las alas, a otros aviones de combate ligeros mediante un sistema de manguera y canasta flexible, incluso desde un tanque de combustible externo bajo el fuselaje central.

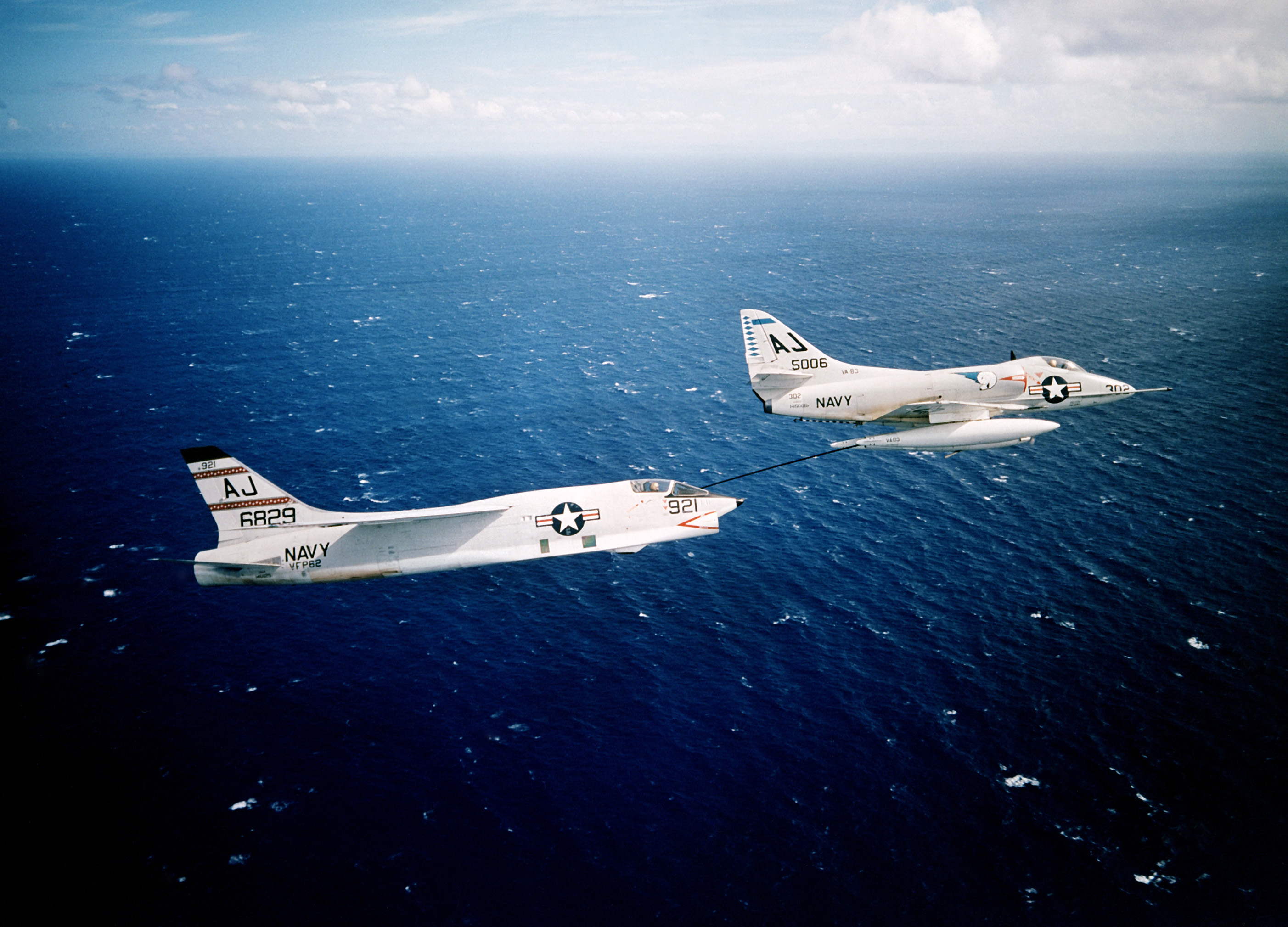
Un A4D-2 re-abasteciendo un F8U-1P.

El reabastecimiento en vuelo es una operación compleja pero otorga como ventaja táctica importante el incremento del radio de acción. Por este motivo, los aviones cisterna son militarmente importantes ya que incrementan la efectividad de combate de otras aeronaves. La USAF usa el KC-135 Stratotanker y KC-10 Extender. La fuerza aérea de los marines estadounidenses opta por el KC-130 Hércules. La Armada de los Estados Unidos utiliza una versión modificada del avión para guerra submarina S-3 Viking, aunque ya planea sustituirlo por el F/A-18 E/F Super Hornet. Tanto el Viking como el Super Hornet llevan un depósito eyectable, de tal forma que una vez que han reabastecido a otros aviones pueden soltar el depósito y actuar como aviones de combate.
La fuerza aérea rusa utiliza el Ilyushin Il-78 y una versión modificada del Túpolev Tu-16.
La Royal Air Force está vendiendo sus veteranos BAe Vickers VC10, siendo reemplazados por Airbus A330 MRTT
La Luftwaffe utiliza la versión de Airbus A310 modificada combinanado transporte y reabastecimiento: Airbus A310 MRTT.
El Boeing 767 es la base para el futuro avión cisterna KC-767 que utilizan la fuerza aérea italiana, japonesa y colombiana.
La Fuerza Aérea de Chile (FACH) utiliza cuatro KC-135 Stratotanker.
Actualmente las Fuerzas Aéreas de España, Irán, Colombia, Brasil y Venezuela utilizan aeronaves Boeing 707 como tanqueros. Argentina utiliza 2 KC-130 Hercules.

## Aviones cisterna por sistema de reabastecimiento

### Pértiga y receptáculo

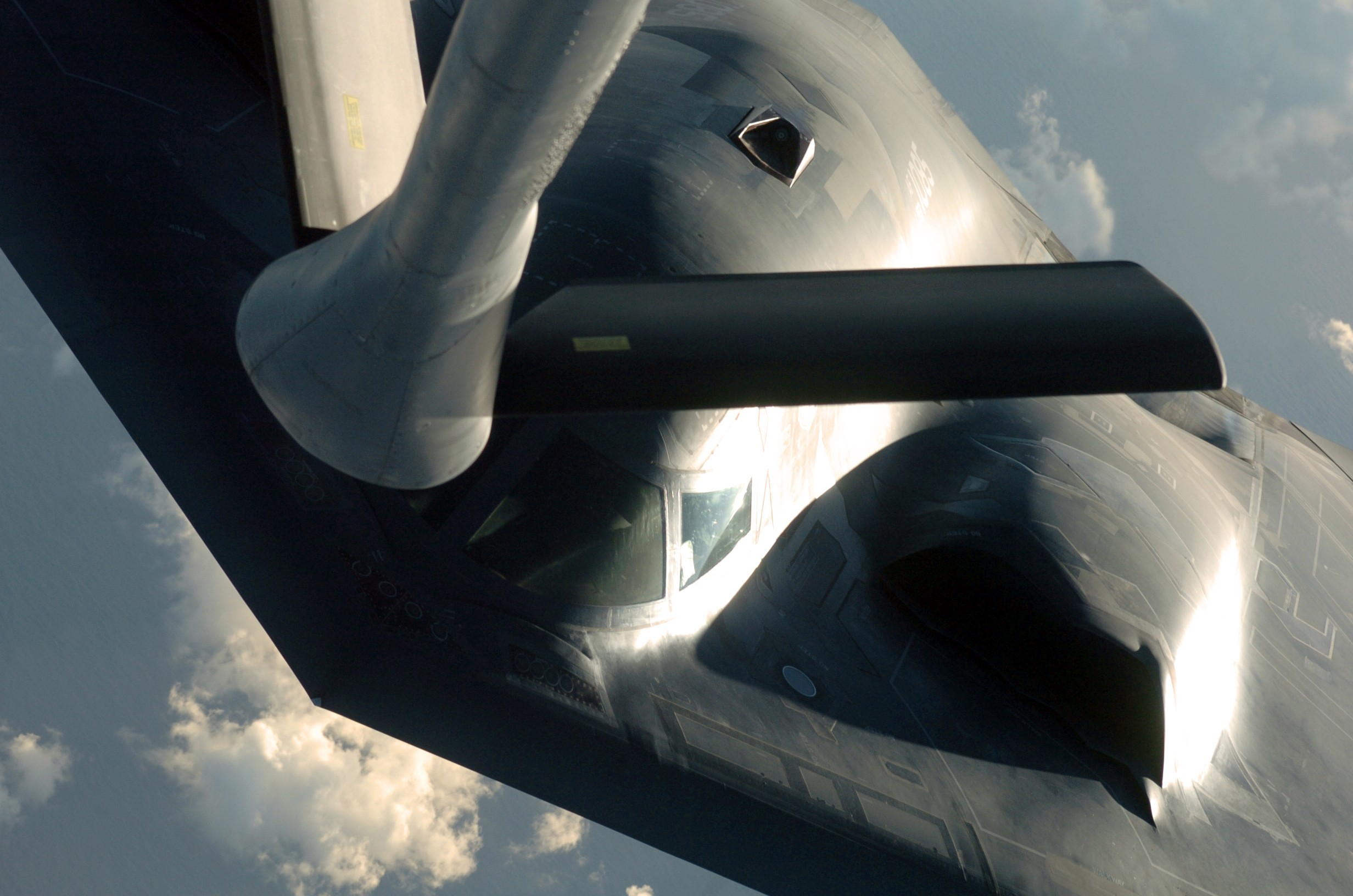
Un B-2 Spirit se prepara para ser reabastecido por un KC-135R.

- Boeing KB-29P (retirado)
  - Adaptado del bombardero B-29 Superfortress.
- Boeing KB-50 (retirado)
- Boeing KC-97 Stratotanker (retirado)
- Boeing KC-135 Stratotanker
  - El sistema de pértiga puede ser adaptado al sistema de cesta.
  - Los modelos MPRS disponen de pods para el sistema de sonda y cesta en las puntas alares.
- McDonnell Douglas KC-10 Extender
  - También dispone de sistema de manguera con cesta.
  - Puede ser equipado con dos pods subalares WARP.
- Boeing KC-767
- Airbus A330 MRTT
  - También puede equipar sistemas de cesta.

### Sonda y cesta
- Airbus A330 MRTT
- Airbus A310 MRTT

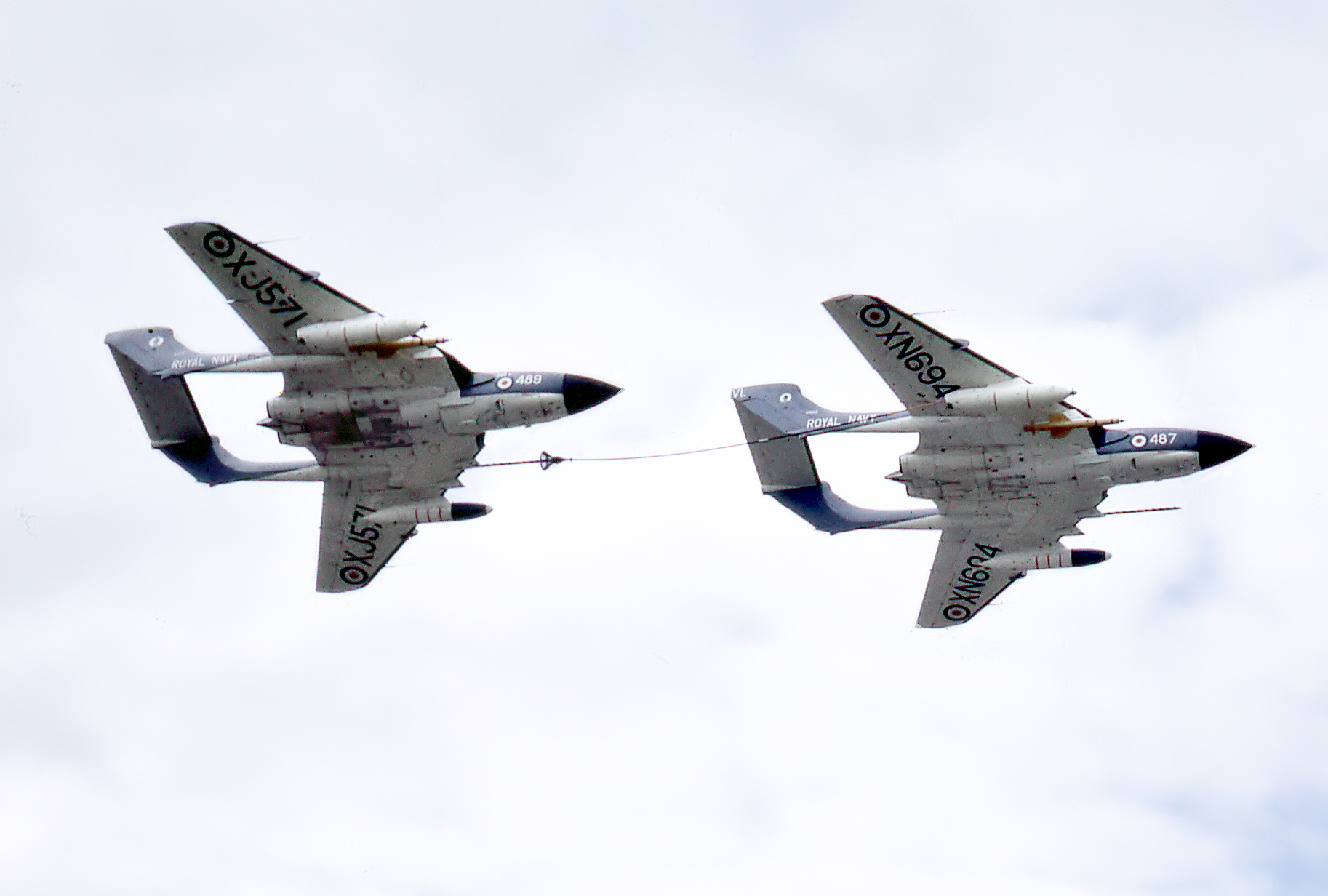
Dos de Havilland Sea Vixen repostando mediante sistema sonda y cesta, Farnborough Air Show, años 1960.

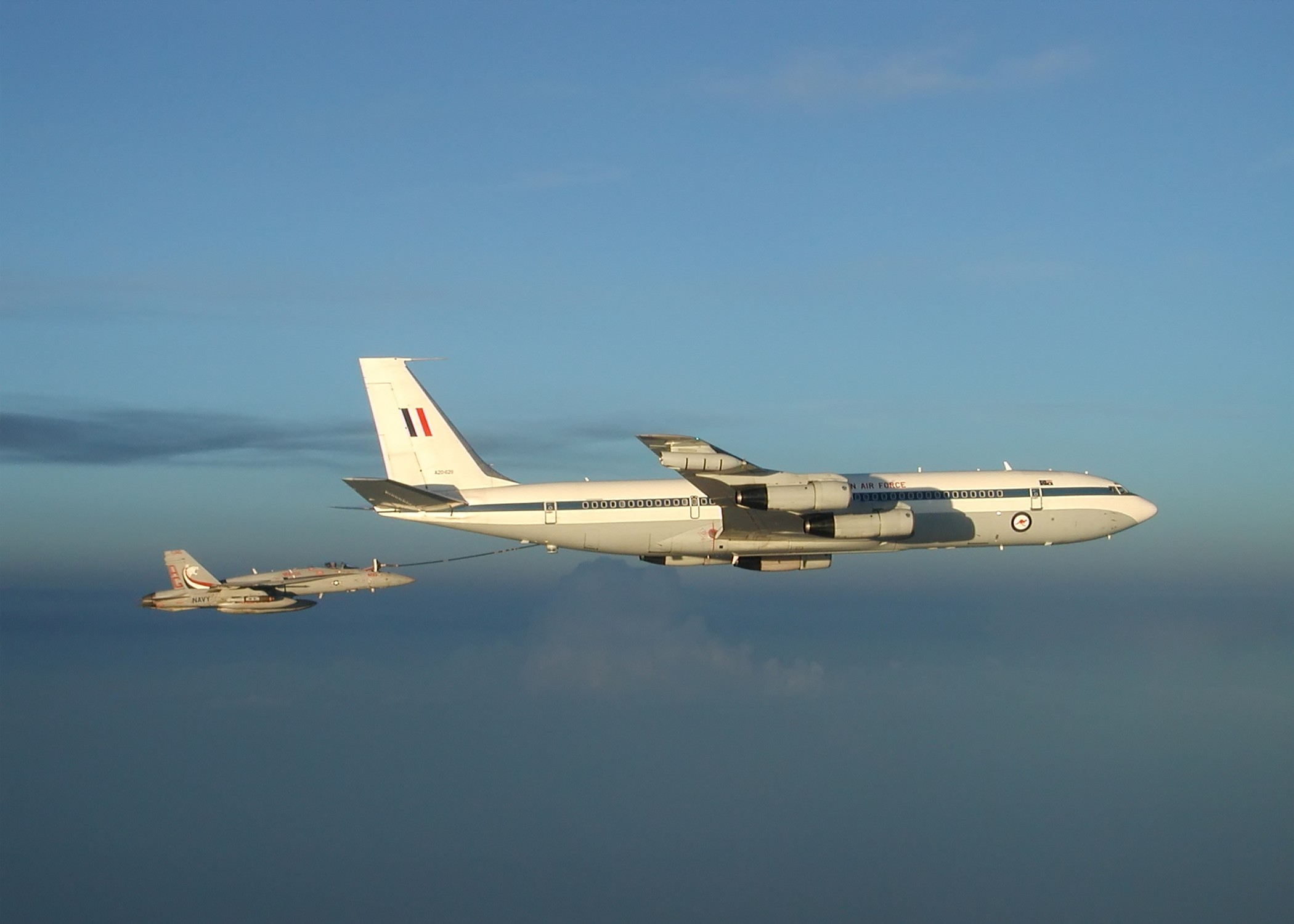
Un Boeing 707 australiano repostando a un caza F/A-18 de la Armada estadounidense.

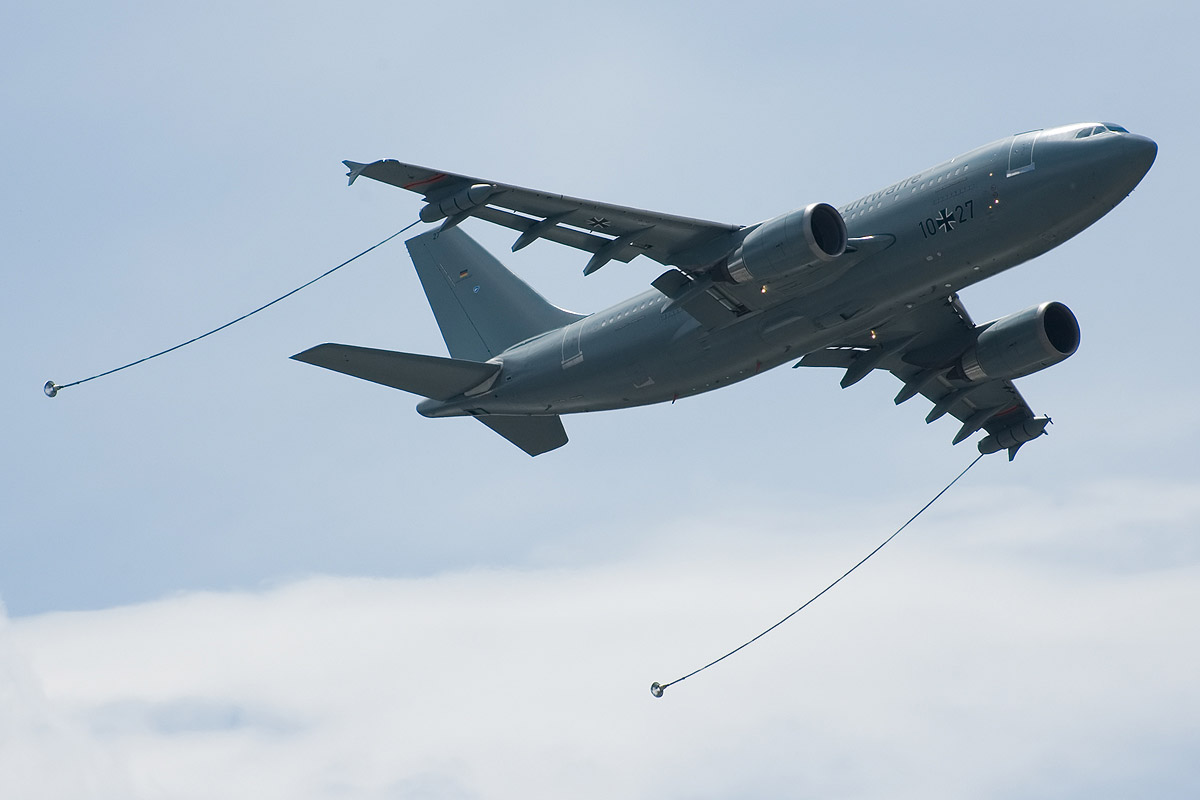
Airbus A310 MRTT de la Luftwaffe listo para reabastecer a dos aeronaves, Paris Air Show 2007.

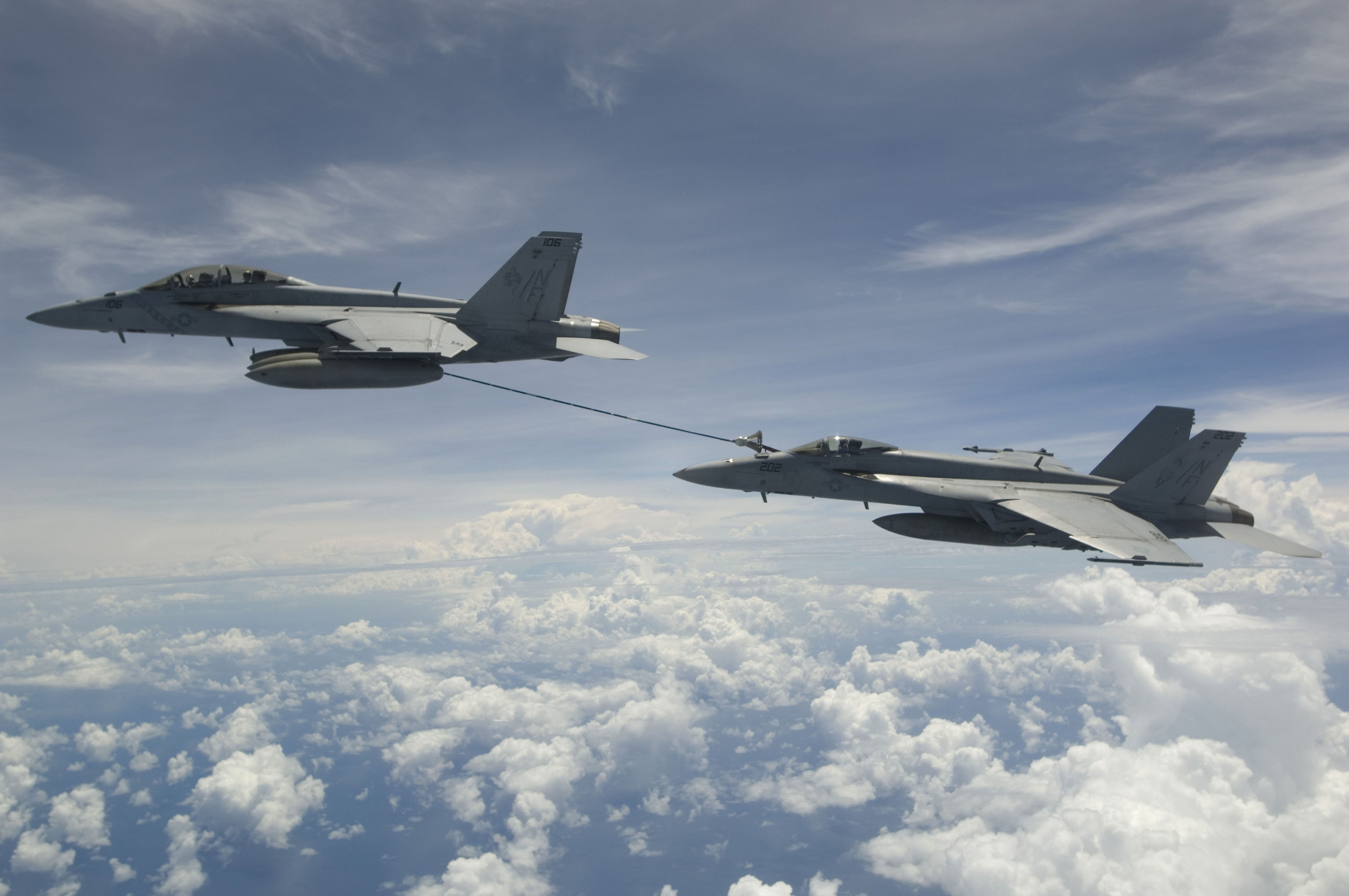
Un F/A-18E Super Hornet repostando desde un F/A-18F equipado con pod de reabastecimiento.

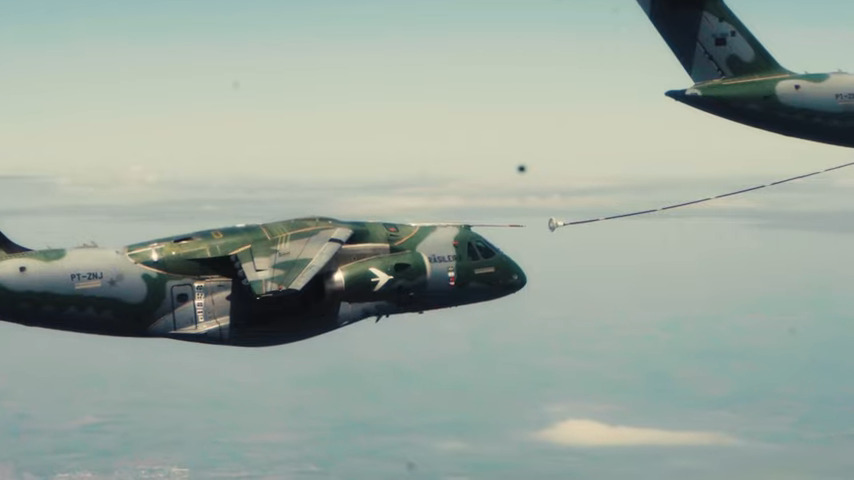
Embraer C-390 Millennium repostando a otro del mismo tipo

  - En servicio en Alemania y Canadá, en este último bajo la denominación CC-150 Polaris.
- Airbus A400M
- Avro Lancaster (retirado)
  - Se utilizó para reabastecer a los Gloster Meteor en los años 1940.
- Avro Lincoln (retirado)
  - Se utilizó para reabastecer a los Gloster Meteor en los años 1940.[2]
- Avro Vulcan (retirado)
  - Modificado especialmente para operar durante la guerra de las Malvinas.
- Blackburn Buccaneer (retirado)
  - Equipado con pods de reabastecimiento.
- Boeing 707
  - Usado por Australia, Brasil, Canadá, Italia (retirado), España, Sudáfrica y otros.
  - Los KC-135 Stratotanker utilizados por Francia disponen de adaptadores para el sistema de cesta.
  - CC-137 Husky de Canadá (retirado).
- Boeing KB-29M (retirado)
  - Adaptado del bombardero B-29 Superfortress.
- Boeing KB-50 (retirado)
- Lockheed HC-130 y KC-130 Hercules
- Dassault Rafale
  - Equipado con pods de reabastecimiento.
- Embraer KC-390
- Lockheed Tristar
  - Variantes K1 y KC1 de la Royal Air Force.
- Vickers Valiant (retirado)
- Vickers VC-10
- Handley Page Victor (retirado)
- Douglas KA-3B Skywarrior (retirado)
  - Variante cisterna del Skywarrior.
- Douglas A-4 Skyhawk
  - Equipado con pods de reabastecimiento.
- Grumman KA-6D Intruder (retirado)
  - Variante cisterna del Intruder. Las variantes de ataque también podían reabastecer en vuelo siendo equipados con pods de reabastecimiento.
- LTV A-7 Corsair II (retirado en Estados Unidos)
  - Equipado con pods de reabastecimiento en la Armada de Estados Unidos y en la fuerza aérea de Grecia.
- Lockheed S-3 Viking (retirado)
  - Equipado con pods de reabastecimiento.
- Boeing F/A-18E/F Super Hornet
  - Equipados con pods de reabastecimiento.
- Ilyushin Il-78
- Myasishchev M-4-2 y 3MS-2
  - Adaptación de los bombarderos M-4 y 3M.
- Tupolev Tu-16N (y Tu-16Z con sistema de reabastecimiento ala-ala)
  - Xian Hong-6U en China.
- Sukhoi Su-24M
  - Equipado con Pods de reabastecimiento con el contenedor UPAZ.
- Dassault Super Etendard
  - Equipado con Pods de reabastecimiento.
- Sujoi Su-33
  - Equipado con Pods de reabastecimiento UPAZ-1A "Sakhalin series centreline refuelling store".
- Mikoyan MiG-29K
  - Equipado con Pods de reabastecimiento PAZ-1MK "Refuelling unit".
- Mikoyan MiG-35
  - Equipado con Pods de reabastecimiento PAZ-1MK "Refuelling unit".